# Ido (Vorname)
Ido oder Iddo ist ein männlicher Vorname.

## Herkunft und Bedeutung
Als deutscher Vorname ist Ido ist eine Schreibvariante zum Namen Eido.
Außerdem ist Ido bzw. Iddo ein israelischer Vorname. In der Bibel tauchen zwei im hebräischen unterschiedene Namen auf, die im Deutschen mit Iddo transkribiert werden: Der Name אִדּוֹ, der vermutlich als „Herr“, „Gebieter“ zu übersetzen ist; und der auch heute in Israel sehr beliebte Name עִדּוֹ, bzw. עִידּוֹ der wahrscheinlich vom Verb „schmücken“ abgeleitet wird.
Gelegentlich wird Ido auch als männliche Variante von Ida interpretiert.

## Namensträger
- Ido Abram (Isidor Bert Hans Abram; 1940–2019), niederländischer Erziehungswissenschaftler
- Ido Bartal (hebräisch עידו ברטל; * 1984), israelischer Schauspieler
- Ido Cattaneo (1905–2000), italienisch-schweizerischer Skirennläufer
- Iddo Goldberg (hebräisch עידו גולדברג; * 1975), britisch-israelischer Schauspieler
- Ido Kozikaro (hebräisch עידו קוזיקרו; * 1978), israelischer Basketballspieler
- Ido Mosseri (hebräisch עידו מוסרי; * 1978), israelischer Schauspieler
- Ido Nehuschtan (hebräisch עידו נחושתן; * 1957), israelischer Militärbefehlshaber
- Iddo Netanjahu (hebräisch עידו נתניהו; * 1952), israelischer Radiologe, Autor und Dramatiker, Bruder des Benjamin Netanjahu
- Ido Ostrowsky (hebräisch עידו אוסטרובסקי; * 1979), israelischer amerikanischer Filmproduzent
- Ido Sirkin (hebräisch עידו סירקין;* 1972), israelischer Straßenradrennfahrer